# Mesotype albescens
Mesotype albescens là một loài bướm đêm trong họ Geometridae.